# Каримов, Айбек Муталапханович
Айбек Муталапханович Каримов (каз. Айбек Мүталапханұлы Кәрімов; род. 29 сентября 1959, Аксуат, Восточно-Казахстанская область) — казахстанский государственный деятель, руководитель ВКО территориальная инспекция комитета государственной инспекции в Агропромышленном комплексе МСХ РК.

## Биография
В 1981 окончил Семипалатинский зооветеринарный институт.
Трудовую деятельность начал в 1981 году зоотехником совхоза имени Кирова, Чарского района Семипалатинской области.
С 1982 по 1985 годы работал инструктором обкома комсомола Семипалатинской области. 1985—1986 гг. зоотехник совхоза «Аркалык» Чарского района. В октябре 1986 г. избран первым секретарем Чарского райкома комсомола Семипалатинской области, ответорганизатором, заместителем заведующего отделом комсомольских организаций, заведующим социально-экономическим отделом ЦК ЛКСМ Казахстана, председателем комитета по делам молодежи Семипалатинской областной администрации.
- 1990 — член группы разработчиков Закона Республики Казахстан «О государственной молодёжной политике в Республике Казахстан».
- 1993—1995 годы — вице-президент промышленно-коммерческой корпорации, председатель правления ассоциации предприятии легкой промышленности г. Семипалатинска,
- С 1995 по 2002 годы — аким Аягозского района Восточно-Казахстанской области.
- С 2002 по 2004 годы — аким Тарбагатайского района Восточно-Казахстанской области.
- С 2004 по 2006 годы — заместитель акима Восточно-Казахстанской области.
- С 2006 по 2008 годы — аким Тарбагатайского района Восточно-Казахстанской области.
- С сентября 2008 года — координатор инвестиционных программ в г. Алматы.
- С марта 2010 года по январь 2011 года — аким Шемонаихинского района ВКО.
- С января 2011 года по июнь 2015 года — аким города Семей.
- С июня 2015 по февраль 2017 года[3] — аким Зыряновского района ВКО.
- с 2017 года по настоящее время руководитель ВКО территориальной инспекции комитета государственной инспекции в Агропромышленном комплексе МСХ РК.

## Награды
- Орден «Курмет»,
- медали «Астана», «10 лет независимости Республики Казахстан», «20 лет независимости Республики Казахстан» и другие.
- Почётный гражданин Аягозского, Тарбагатайского районов ВКО.